# 阿基斯二世
阿基斯二世，(？—前399年)，前427年—前399年在位，斯巴达埃乌吕彭家族国王，阿基达姆斯二世之子及继承人。公元前426年与公元前425年的阿基达姆斯战争中，他曾统帅伯罗奔尼撒大军。公元前418年，他与阿奇斯及其其他斯巴达的敌人开战，获得曼提内亚战役的胜利，重新确立斯巴达对伯罗奔尼撒控制。公元前413年德凯莱亚战争伊始，他即把德凯莱建成一永久基地，并在公元前405年至公元前404年与来山德一同封锁雅典。公元前402年，他入侵埃利斯。
| 前任： 阿希达穆斯二世 | 斯巴達國王的歐里龐提德世系 | 继任： 阿格西莱二世 |